# さくらによる主題と変奏曲
『クラシックギター曲のさくらによる主題と変奏曲』は日本の伝統的な歌曲『さくらさくら』を題材に編曲し、クラシックギタリスト横尾幸弘が1959年に発表した楽曲。

## 概要
横尾幸弘は『さくらさくら』の旋律な子供の頃からたまらなく好きであった。単旋律のなかに桜が舞う古里の景色を日本人なら誰しもが想像できるとし編曲を手掛けた。
横尾幸弘が手がけたさくらの変奏曲は複数楽譜が存在している。1959年初版である第四変奏から成る『さくら変奏曲』を発表した。その後しばらく経った頃にこの作品にいささか物足りなさを感じ、第六変奏から成る『"さくら"による主題と変奏』を重版として発表している。
第六変奏の構成として第三変奏に横尾が作曲した教材曲を組み込んだ。第三変奏は性格変奏で、日本の伝統的な盆踊り(桜の木下で陽気に優雅に踊る様)や花見の宴で盃を交わす情景として組み込んでいる。
結婚式などのフォーマルシーンで演奏されることも非常に多い曲である。